# Fondazione Banco Alimentare
La Fondazione Banco Alimentare è una ONLUS italiana che si occupa della raccolta di generi alimentari e del recupero delle eccedenze alimentari della produzione agricola e industriale e della loro ridistribuzione a strutture caritative sparse sul territorio che svolgono un'attività assistenziale verso le persone più indigenti.
Il Banco Alimentare italiano è membro della Federazione Europea dei Banchi Alimentari (FEBA, European Food Banks Federation) ed affiliata alla CDO Opere sociali (della Compagnia delle Opere). La sede della Fondazione è a Milano e ad essa afferiscono 21 organizzazioni Banco Alimentare presenti a livello regionale.

## Storia
Il Banco Alimentare nacque nel 1989 sull'esempio dell'analogo Banco de Alimentos di Barcellona, fondato da un imprenditore italiano, con il coinvolgimento di Danilo Fossati, all'epoca patron dell'azienda alimentare Star, e di monsignor Luigi Giussani, fondatore del movimento ecclesiale Comunione e Liberazione. In origine l'attività si incentrò prevalentemente sul contatto con le aziende alimentari della Lombardia per il recupero delle eccedenze alimentari da poter ridistribuire ai bisognosi, grazie alla collaborazione di volontari esperti nei temi della logistica e dell'organizzazione aziendale. Gran parte delle associazioni caritative impegnate nel sociale, per la maggior parte di dimensioni molto piccole, comunità di prima accoglienza per ragazze madri e ex-tossicodipendenti, si trovavano in difficoltà economiche e non erano in grado di erogare i servizi per cui erano nate. In tal senso l'attività del Banco fu quella di coinvolgere le aziende alimentari e quelle della grande distribuzione nella raccolta di generi alimentari da destinare a tali realtà. Nel 1990 erano dieci le aziende e una trentina le associazioni convenzionate con il Banco Alimentare.

Il logo storico del Banco Alimentare

Il primo magazzino del Banco Alimentare, aperto nel 1989, era situato a Meda, in provincia di Monza e della Brianza, e misurava settecento metri quadrati. Negli anni seguenti si è avuta poi la nascita delle altre sedi italiane in gran parte delle regioni ognuna delle quali gestisce autonomamente propri magazzini e localmente la raccolta e la distribuzione dei prodotti. Primo presidente della Fondazione fu il medico Pier Alberto Bertazzi. In seguito, dal 1997 al 2012, il presidente fu don Mauro Inzoli fino a fine mandato. Il suo posto fu preso da Andrea Giussani, eletto la prima volta nel 2012 e rieletto nel 2016 per altri 3 anni.

## Attività
Il Banco Alimentare, similmente a altre food bank, ha come scopo primario la valorizzazione sociale delle eccedenze alimentari a scopo benefico. Le principali fonti di spreco nella catena agro-alimentare e su cui l'organizzazione agisce sono la produzione primaria, la trasformazione, la distribuzione e il consumo finale individuale o collettivo. Prodotti integri, ancora commestibili, ma che per ragioni prevalentemente di mercato non possono più essere commercializzati dalle aziende e dalla grande distribuzione organizzata e hanno così perso il loro valore economico vengono raccolti e distribuiti gratuitamente, attraverso una rete costituita in massima parte da volontari, a strutture di carità convenzionate, con quantità calcolate in base al numero degli assistiti e alle necessità.
Gli enti di carità convenzionati si impegnano ad utilizzare i prodotti ricevuti esclusivamente a favore dei propri assistiti bisognosi nel rispetto, tra l'altro, delle norme igienico-sanitarie nel trattamento degli alimenti. Il Banco Alimentare privilegia il rapporto con gli enti già impegnati nell'aiuto ai bisognosi, dando loro la possibilità di operare più efficacemente, in base alla loro esperienza e inclinazione e sollevandoli dalla necessità di dedicare risorse e tempo alla ricerca delle fonti alimentari da destinare agli assistiti.
La Fondazione Banco Alimentare è uno degli organismi caritativi riconosciuti e iscritti all'albo istituito presso l'Agenzia per le erogazioni in agricoltura (Agea) tramite i quali vengono distribuite gratutitamente alle persone bisognose le derrate alimentari nell'ambito dei programmi di aiuto dell'Unione europea, il PEAD (Programme Européen d'aide Alimentaire aux plus Démunies, "Programma per la distribuzione di derrate alimentari agli indigenti"), sostituito nel 2014 dal FEAD (Fund for European Aid to the most Deprived, "Fondo di aiuti europei agli indigenti").

Il Banco Alimentare raccoglie i generi alimentari in eccedenza o donati nei seguenti settori:
- dal settore ortofrutta per il 6,4%
- dalle industrie alimentari per il 20%
- dalla grande distribuzione organizzata (GDO) per il 13,7%
- attraverso la Giornata Nazionale della Colletta Alimentare per il 9,1%
- attraverso collette locali per circa il 2%
- attraverso il recupero di pasti dalla ristorazione per lo 0,6%
- dagli aiuti dell'Unione Europea tramite il progetto FEAD per oltre il 48%

Il totale degli alimenti raccolti è stato di 90 411 tonnellate nel 2018 con un numero di persone aiutate superiore a 1 500 000. Le oltre 7 500 strutture caritative convenzionate sono suddivise nelle seguenti tipologie:
- assistenza continuativa a famiglie e anziani: 56%
- sostegno periodico ai bisognosi: 14%
- centri di accoglienza e mense: 6%
- comunità di persone anziane, portatrici di handicap, per minori e ragazze madri, per tossicodipendenti e malati di AIDS: 24%

L'attività del Banco Alimentare contribuisce alla creazione di un percorso che apporta benefici sociali, economici e ambientali:
- benefici economici: riduzione dei costi di smaltimento per le aziende e ripristino di valore a beni che l'avevano perso
- benefici ambientali: riduzione di materiale disperso nell'ambiente
- benefici sociali: messa a disposizione di beni di prima necessità a consumatori che hanno perso potere d'acquisto

## La Giornata Nazionale della Colletta Alimentare
Nell'ultimo sabato del mese di novembre si tiene dal 1997 la Giornata Nazionale della Colletta Alimentare durante la quale in molti supermercati in tutta Italia è chiesto ai clienti di destinare parte della propria spesa ai bisognosi. Gli alimenti così raccolti dai volontari entrano poi nel circuito di distribuzione del Banco Alimentare.
Dalle quasi 1 700 tonnellate raccolte nel 1997, anno della prima Colletta Alimentare in Italia, si è passati nel 2017 a circa 8 200 tonnellate grazie alla collaborazione di oltre 13 000 supermercati e 145 000 volontari.